# Кодня
Ко́дня (укр. Кодня) — село в Житомирском районе Житомирской области Украины.

## История
Основано в 1301 году.
Бывшее село Коднянской волости Житомирского уезда Волынской губернии Российской империи.
Население по переписи 2001 года составляло там 2 127 человек.

## В культуре
Бой за Кодню является центральным сюжетом повести Виктора Курочкина «На войне как на войне».
«Палач разрубил тело на четырнадцать кусков, и все куски
развезли по городам разным — ради устрашения. А голову сотника
скальпировали. Обнаженный череп палачи присыпали солью, потом
снова натянули кожу лица на череп. И в таком виде прибили
голову к виселице, а Стемпковский пригрозил: „Всем лайдакам
проклятым такое же будет!“ И настал чернейший день Украины:
устилая путь виселицами и убивая крестьян, „страшный Осип“
(Стемпковский) выбрал для казней Кодню—местечко средь болот
и трясин, которые не могли сковать даже морозы. Никого не
допрашивал—только вешал и вешал! Веревок не хватило, палачи
взялись за топоры. Стемпковский выходил утром ко рву, садился в
кресло и до заката солнца наблюдал, как ров заполняется
головами. Наконец ров заполнился доверху. Но тут фантазия
„страшного Осипа“ разыгралась: велел он отрубить левую руку с
правой ногой, правую руку-с левой ногой, и в таком виде, залив
свежие раны маслом, отпускал искалеченных. С той-то самой поры
девчата украинские меж цветными лентами заплетали в косы и
ленту черную. А самым ужасным проклятием стали на Украине
слова: „Нехай тебя черти свезут в эту Кодню!..“» (В. С. Пикуль, роман-хроника «Фаворит», том 1, действие 6)

## Адрес местного совета
12456, Житомирская область, Житомирский район, с. Кодня, ул. Ленина, 1